# ベルン州
ベルン州（ベルンしゅう、ドイツ語: Kanton Bern、スイスドイツ語: Kanton Bärn、フランス語: Canton de Berne）は、スイスのカントン（州）。人口は101万7483人（2015年12月）。州都はスイスの首都でもあるベルン。
10の行政区の下に351の基礎自治体（市町村）がある。州の大部分はドイツ語圏であるが、北西部の一部はフランス語圏である。1979年に、州の北西部であったフランス語圏がジュラ州として分割された。日本ではドイツ語の読みから「ベルン州」と称することが一般的であるが、稀にフランス語の読みから「ベルヌ州」と称することがある。

## 地理

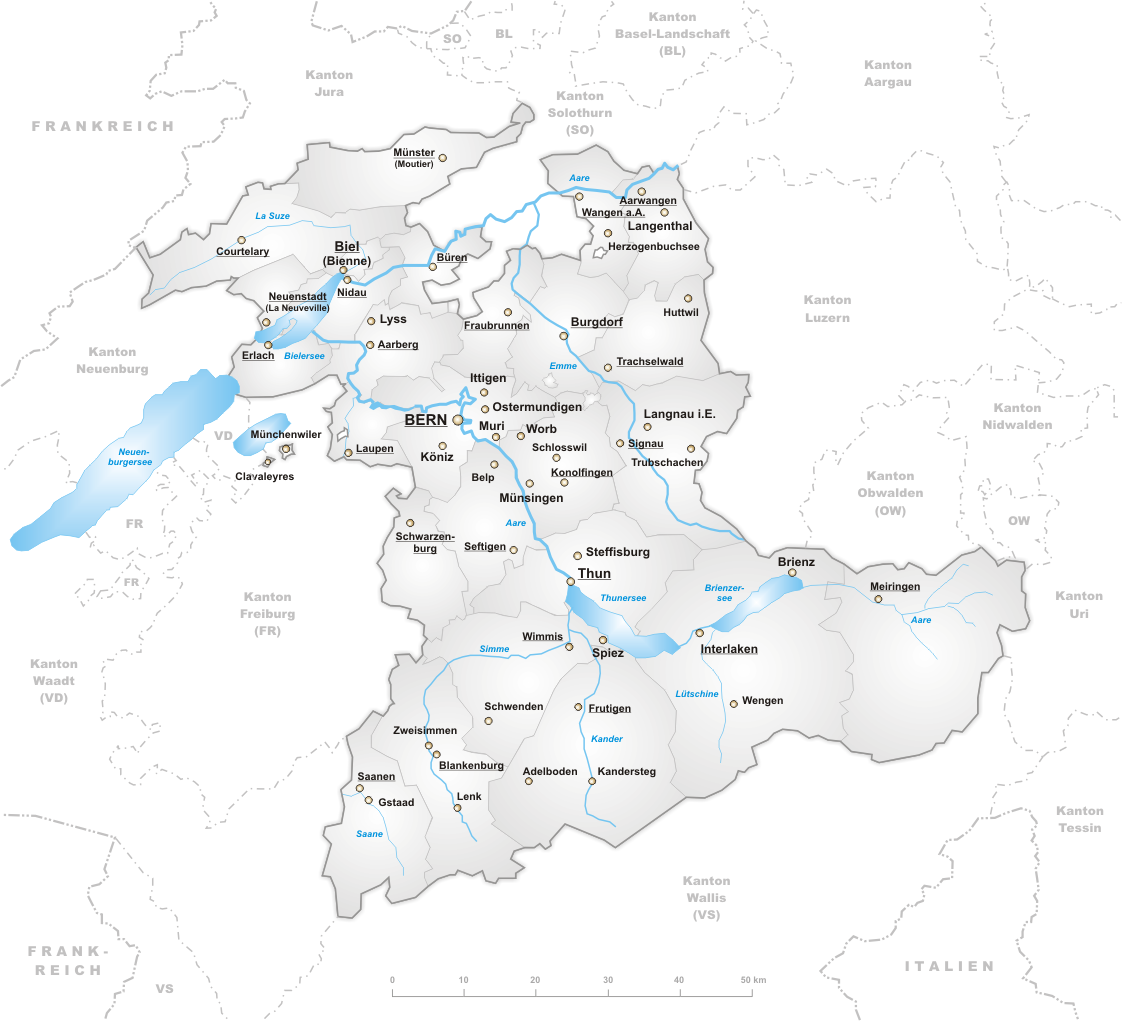
ベルン州の地図

ベルン州はスイスの中央からやや西に位置しており、州内にはアーレ川が流れている。スイスの州では2番目に大きい面積を誇る。

### 隣接している州
- 西:ヌーシャテル州、ヴォー州、フリブール州
- 東:ウーリ州、ニトヴァルデン準州、オプヴァルデン準州、ルツェルン州、アールガウ州
- 北:ジュラ州、ゾロトゥルン州
- 南:ヴァレー州

## 行政区

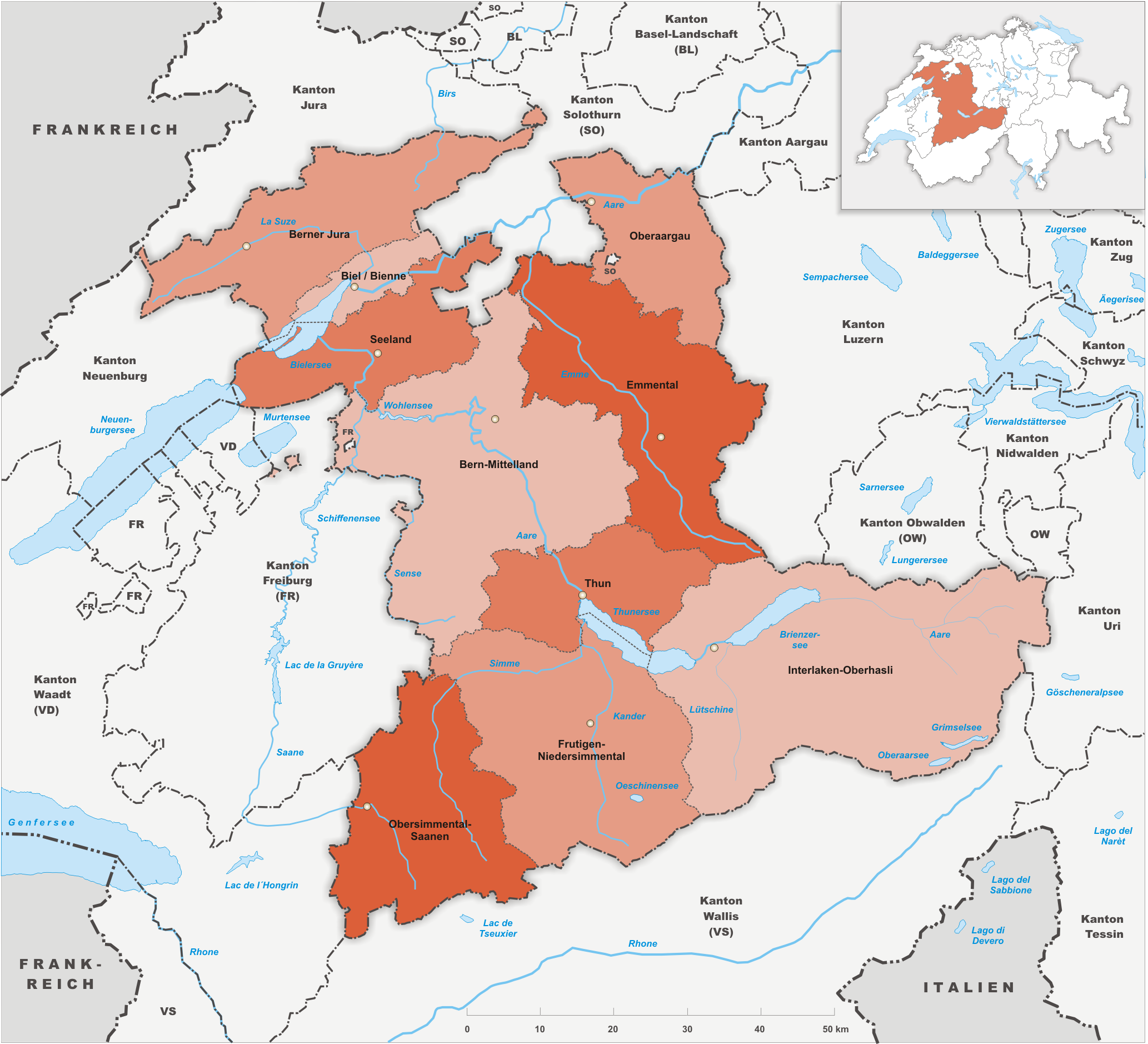
ベルン州の行政区

ベルン州は以下の10の行政区（ドイツ語: Verwaltungskreis, フランス語: Arrondissement administratif）に分かれている。
| 行政区                                           | 人口 (2015年12月) | 面積 (km²) | 中心地                                       | 基礎自治体の数 |
| ------------------------------------------------ | ----------------- | ---------- | -------------------------------------------- | -------------- |
| ベルン＝ミッテルラント区                         | 406,328           | 946.30     | オスターミュンディゲン（ドイツ語）           | 84             |
| ベルナー・ジュラ（ドイツ語）                     | 53,543            | 541.75     | クルテラリー（ドイツ語）                     | 40             |
| ビール/ビエンヌ（ドイツ語）                      | 98,923            | 97.63      | ビール/ビエンヌ                              | 19             |
| エンメンタール（ドイツ語）                       | 96,207            | 691        | ラングナウ・イン・エーメンタール（ドイツ語） | 40             |
| フルティゲン・ニーダージンメンタール（ドイツ語） | 39,685            | 773.93     | フルティゲン（ドイツ語）                     | 13             |
| インターラーケン＝オーバーハスリ区               | 47,368            | 1228.93    | インターラーケン                             | 28             |
| オーバーアールガウ（ドイツ語）                   | 79,928            | 330.86     | ワンゲン・アン・デア・アーレ（ドイツ語）     | 46             |
| オーバージンメンタール＝ザーネン（ドイツ語）     | 16,686            | 574.88     | ザーネン（ドイツ語）                         | 7              |
| ゼーラント（ドイツ語）                           | 72,076            | 334.14     | アールベルク（ドイツ語）                     | 42             |
| トゥーン区                                       | 106,739           | 321.90     | トゥーン                                     | 32             |
| 合計 (10)                                        | 1,017,483         | 5874.06    | ベルン                                       | 351            |

## 主な基礎自治体（都市）
- アーデルボーデン
- インターラーケン
- ヴィルダースヴィル
- ウンターゼーン
- グリンデルヴァルト
- ケーニッツ
- コノルフィンゲン
- ズレンロット
- デアリゲン
- トゥーン
- ビール/ビエンヌ
- ブリエンツ
- ベルン - 州都
- ムーティエ - 2021年3月28日、住民投票でベルン州からの脱退とジュラ州への加入を決定した。市政府は2026年1月1日までの移管を目標としている[2]。
- ライッシゲン
- ラウターブルンネン
- ラウペン